# Мікеле Ферреро
Мікеле Ферреро (італ. Michele Ferrero; 26 квітня 1925, Дольяні — 14 лютого 2015, Монако) — італійський бізнесмен, власник компанії Ferrero, що виробляє шоколад та інші кондитерські вироби. Був найбагатшою людиною Італії за версією журналу Forbes зі статком 17 мільярдів доларів США.
Бренди компанії Ferrero включають такі, як Нутелла, Mon Chéri, Ferrero Rocher, Кіндер-сюрприз, Raffaello, Tic Tac.
Компанія Ferrero була заснована П'єтро Ферреро, батьком Мікеле. У 1957 році, коли керівництво компанією перейшло в руки Мікеле, Ferrero була однією з найбільш успішних італійських компаній.
Перша фабрика Ferrero за межами Італії була відкрита недалеко від німецького Франкфурта. У подальшому були відкриті фабрики та представництва компанії в багатьох країнах Європи. Нині в Ferrero входить 38 торгових компаній і 18 фабрик, на яких зайнято 21500 працівників.
Під керівництвом Мікеле Ферреро компанією були створені й укріплені такі бренди, як Nutella з 1964 року і Кіндер Шоколад з 1968 року. З 1974 року компанія Ferrero почала виробництво Кіндер-сюрпризів, яких з тих пір було продано близько 30 мільярдів по всьому світу з більш ніж 8000 різних іграшок всередині.
18 квітня 2011 син Мікеле Ферреро — П'єтро Ферреро — загинув унаслідок нещасного випадку в ПАР. У П'єтро залишилися дружина і троє дітей.